# Дмитро Тимашов
Дмитро Тимашов (швед. Dmytro Timasjov; нар. 1 жовтня 1996, Кіровоград, Україна) — професійний шведський хокеїст українського походження , лівий нападник.

## Ігрова кар'єра
Дмитро Тимашов уродженець українського Кіровограда. У ранньому дитинстві переїхав до Швеції, де і почав займатися хокеєм . До 2013 року грав у юніорських та молодіжних командах «Юргорден» і «МОДО». У Шведської хокейній лізі Тимашов дебютував у складі «МОДО» на наступний день після свого сімнадцятиріччя, 2 жовтня 2013 року, в матчі проти ГВ-71 . У січня 2014 року Тимашов був відданий в оренду спочатку до клубу «Мора», а потім в клуб «Б'єрклевен».
Сезон 2014/2015 Тимашов провів у клубі «Квебек Ремпартс» (ГЮХЛК). За «Квебек» провів 66 матчів, в яких набрав 90 (19 + 71) очок. За підсумками сезону він отримав Мішель Бержерон Трофі — приз найкращому атакуючому новачкові та «Кубок RDS» — приз найкращому новачку року .
26 червня 2015 року на драфті НХЛ Тимашова в п'ятому раунді обрав «Торонто Мейпл Ліфс» .
З 2016 по 2019 захищав кольори клубу АХЛ «Торонто Марліс». Сезон 2019/20 розпочав у клубі НХЛ «Торонто Мейпл Ліфс» . 23 лютого 2020 року перейшов до «Детройт Ред Вінгз».

### Статистика
| Сезон   | Клуб                 | Ліга | Регулярний сезон | Регулярний сезон | Регулярний сезон | Регулярний сезон | Регулярний сезон | Плей-оф | Плей-оф | Плей-оф | Плей-оф | Плей-оф |
| Сезон   | Клуб                 | Ліга | І                | Г                | П                | О                | ШХ               | І       | Г       | П       | О       | ШХ      |
| ------- | -------------------- | ---- | ---------------- | ---------------- | ---------------- | ---------------- | ---------------- | ------- | ------- | ------- | ------- | ------- |
| 2016-17 | «Торонто Марліс»     | АХЛ  | 63               | 11               | 13               | 24               | 32               | 6       | 0       | 0       | 0       | 0       |
| 2017-18 | «Торонто Марліс»     | АХЛ  | 67               | 13               | 21               | 34               | 33               | 20      | 6       | 6       | 12      | 0       |
| 2018-19 | Торонт«о Марліс»     | АХЛ  | 72               | 14               | 35               | 49               | 52               | 13      | 4       | 6       | 10      | 0       |
| 2019-20 | «Торонто Мейпл Ліфс» | НХЛ  | 39               | 4                | 5                | 9                | 16               |         |         |         |         |         |
| 2019-20 | «Детройт Ред Вінгз»  | НХЛ  | 5                | 0                | 0                | 0                | 0                |         |         |         |         |         |
| 2020-21 | «Нью-Йорк Айлендерс» | НХЛ  | 1                | 0                | 0                | 0                | 0                |         |         |         |         |         |

## Поза хокеєм
Дмитро володіє трьома мовами: російською, шведською та англійською.